# Igor Rabello
Igor Rabello da Costa dit Igor Rabello, né le 28 avril 1995 à Rio de Janeiro au Brésil, est un footballeur brésilien qui évolue au poste de défenseur central à l'Atlético Mineiro.

## Biographie

### Botafogo
Formé à Fluminense où il réalise une grande partie de sa formation, Igor Rabello rejoint le Botafogo FR en 2012. Il joue d'abord avec les équipes de jeunes. Après être apparu à quelques reprises sur le banc avec l'équipe première, il est prêté pour six mois à partir de juin 2016 au Clube Náutico, où il joue 15 matchs et inscrit 2 buts.
De retour dans son club formateur au début de l'année 2017, il fait ses débuts le 15 mai 2017, contre le Grêmio Porto Alegre, où son équipe est battue par deux buts à zéro. 5 juin 2017 il prolonge son contrat jusqu'en 2019.
Le 24 octobre 2017, Rabello inscrit son premier but pour Botafogo, lors d'une rencontre de championnat face au SC Corinthians. Titulaire, il marque de la tête et permet à son équipe de s'imposer (2-1 score final).
En 2018 il remporte le Campeonato Carioca avec Botafogo, figurant notamment dans l'équipe-type de la compétition.

### Atlético Mineiro
Le 4 janvier 2019, Igor Rabello rejoint l'Atlético Mineiro. Il joue son premier match sous ses nouvelles couleurs le 5 février 2019, lors d'une rencontre de Copa Libertadores face au Danubio FC. Il est titulaire et les deux équipes se neutralisent (2-2). 
Rabello inscrit son premier but pour l'Atlético Mineiro le 20 août 2020 contre son ancien club, le Botafogo FR, à l'occasion d'une rencontre du championnat brésilien. Son équipe s'incline toutefois par deux buts à un ce jour-là.
Le 13 juin 2022, Igor Rabello prolonge son contrat avec l'Atlético Mineiro. Il est alors lié au club jusqu'en décembre 2025.

## Palmarès
Botafogo FR
- Vainqueur du Campeonato Carioca en 2018.

 Atlético Mineiro
- Brasileirão :
  - Vainqueur en 2021